# Clarens (Südafrika)

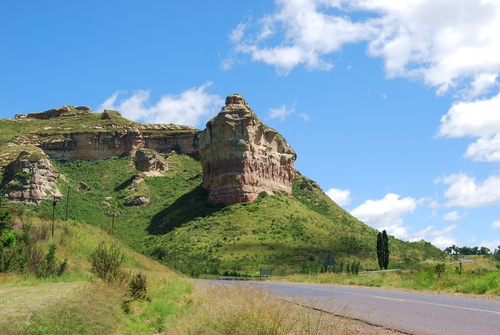
Titanic Rock nahe Clarens

Clarens ist eine Stadt in der südafrikanischen Provinz Freistaat. Sie liegt in der Lokalgemeinde Dihlabeng im Distrikt Thabo Mofutsanyana. 2011 hatte sie 751 Einwohner.
Das benachbarte Township Kgubetswana hatte 5628 Einwohner. Clarens liegt auf 1891 Meter Höhe über dem Meeresspiegel. Die Umgebung der Stadt ist bekannt für ihre Sandsteinberge, wonach in der Lithostratigraphie Südafrikas auch die Clarens-Sandstein-Formation benannt wurde. Die Entfernung zum Golden-Gate-Highlands-Nationalpark beträgt 18 Kilometer, nach Bethlehem 40 Kilometer.

## Geschichte
Gegründet wurde die Stadt 1912. Sie ist nach dem gleichnamigen schweizerischen Ort (heute Stadtteil von Montreux) benannt, wo der ehemalige südafrikanische Präsident Paul Kruger seine letzten Tage im Exil verbracht hatte.
2018 wurden nahe Clarens Fossilien eines Sauriers entdeckt, der mit rund zwölf Metern Länge das damals größte an Land lebende Tier gewesen sein soll. Er erhielt den Namen Ledumahadi mafube.

## Sehenswürdigkeiten
Bekannt ist die Stadt heute als Wohnsitz zahlreicher Künstler. Durch seine vielen Galerien und Cafés ist er ein beliebtes Ziel für Ausflüge.
- Golden-Gate-Highlands-Nationalpark nahe Clarens